# Podporutschik
Podporutschik, deutsch Unterporutschik (englisch Third poruchik/Junior poruchik), ist ein Offiziersdienstgrad aus der Gruppe der Leutnants in einer Reihe slawophoner Streitkräfte. Gemäß NATO-Rangcode wäre der Unterporutschik gegenwärtig mit der Einstufung OF-1 durchaus vergleichbar. Der Rang ist, mit Ausnahme Podporuchik OF1c der tschechischen Streitkräfte bis 2011, nicht mit dem OF1c-Rang Unterleutnant zu verwechseln. 
Eine mögliche aufsteigende Rangfolge wäre:
- Unterporutschik/ Podporutschik (Unterleutnant/Leutnant)
- Porutschik (Leutnant/Oberleutnant)
- Nadporutschik (Oberporutschik/Oberleutnant)
- Hauptmann (OF-2)

## Namensursprung
Der Name des Basisdienstgrades Porutschik ist auf das russische Substantiv „порука/poruka“ – Bürgschaft – zurückzuführen. Anfangs hatte der Porutschik kommandierte Soldaten zu begleiten. Er bürgte schriftlich dafür, dass die Soldaten vollzählig und pünktlich an der befohlenen Stelle ankamen. Aus dieser Aufgabe entwickelte sich später der Dienstgrad.
In der russischen Armee wurde der Porutschik Mitte des 17. Jahrhunderts in den Regimentern mit neuer Struktur eingeführt. Ein Porutschik war in der Regel Gehilfe des Kompaniechefs, später Zugführer. Weitere Rangabstufungen folgten.

## Rangbezeichnungen in verschiedenen Ländern
In den nachstehenden Ländern sind die Schreibweisen für die Ränge Podporutschik, Porutschik und Nadporutschik bis hin zur Einordnung in das Ranggefüge nahezu gleich oder zumindest sehr ähnlich. 
| Porutschikränge in verschiedenen Länder | Porutschikränge in verschiedenen Länder | Porutschikränge in verschiedenen Länder | Porutschikränge in verschiedenen Länder                             | Porutschikränge in verschiedenen Länder | Porutschikränge in verschiedenen Länder                    |
| Land                                    | Sprache                                 | NATO Rang OF-1b (junior)                | NATO Rang OF-1b (junior)                                            | NATO Rang OF-1a (senior)                | NATO Rang OF-1a (senior)                                   |
| --------------------------------------- | --------------------------------------- | --------------------------------------- | ------------------------------------------------------------------- | --------------------------------------- | ---------------------------------------------------------- |
| Land                                    | Sprache                                 | Rang                                    | Bezeichnung                                                         | Rang                                    | Bezeichnung                                                |
| Kroatien                                | kroatisch                               |                                         | Poručnik                                                            |                                         | Natporučnik                                                |
| Nordmazedonien                          | mazedonisch                             |                                         | Подпоручник (Podporucznik)                                          |                                         | Поручник (Porucznik)                                       |
| Polen                                   | polnisch                                |                                         | Mützenabzeichen - Podporucznik (Heer) - Podporucznik (Luftwaffe)    |                                         | Mützenabzeichen - Porucznik (Heer) - Porucznik (Luftwaffe) |
| Russland (bis 1917)                     | russisch                                |                                         | Подпоручик (Podporutschik)                                          |                                         | Поручик (Porutschik)                                       |
| Serbien                                 | serbisch                                |                                         | - Потпоручник (Heer) - Потпоручник (LV) - Потпоручник (Flussflotte) |                                         | - Поручник (Heer) - Поручник (LV) - Поручник (Flussflotte) |
| Slowakei                                | slowakisch                              |                                         | Poručík                                                             |                                         | Nadporučík                                                 |
| Slowenien                               | slowenisch                              |                                         | Poručík                                                             |                                         | Nadporočnik                                                |
| Tschechien                              | tschechisch                             |                                         | Poručík (zusätzlich bis 2011 Podporuchik OF1c)                      |                                         | Nadporučík                                                 |
|                                         |                                         |                                         |                                                                     |                                         |                                                            |
| Äquivalent Deutschland                  | Äquivalent Deutschland                  |                                         | Leutnant - Heer - Luftwaffe                                         |                                         | Oberleutnant - Heer - Luftwaffe                            |
| Äquivalent Vereinigte Staaten           | Äquivalent Vereinigte Staaten           |                                         | Second Lieutenant                                                   |                                         | First Lieutenant                                           |

Anmerkung
In den Streitkräften von Nordmazedonien, Polen und Serbien ist der Unterporutschik Äquivalent zu den OF1b-Rängen Leutnant/ Second lieutenant/Lieutenant.